# Date (Hokkaidō)
Pour les articles homonymes, voir Date (homonymie).
Date (伊達市, Date-shi) est une ville située dans la sous-préfecture d'Iburi, à Hokkaidō au Japon.

## Géographie

### Localisation
Date est située dans le sud-ouest de Hokkaidō, au bord de la baie d'Uchiura.

### Municipalités limitrophes
Le territoire de Date a la particularité d'être constitué de deux parties distinctes, séparées par le bourg de Sōbetsu.
| Kimobetsu, Rusutsu | Sapporo | Chitose     |
| Tōyako, Sōbetsu    | Date    | Shiraoi     |
| baie d'Uchiura     | Muroran | Noboribetsu |

### Démographie
En octobre 2020, la population de Date s'élevait à 33 478 habitants, répartis sur une superficie de 265,12 km2.

### Topographie
Les monts Horohoro et Usu occupent une partie du territoire de Date.

### Climat
Date a un climat continental humide caractérisé par des étés chauds et des hivers froids. La température annuelle moyenne est de 6,8 °C. Les précipitations annuelles moyennes sont de 1 264 mm, août étant le mois le plus humide.

## Histoire
Date a été fondée en 1869 par d'anciens membres du clan Date venus à Hokkaidō après la restauration de Meiji.
Le village de Date a été créé en 1900. Il obtient le statut de bourg en, puis de ville en 1925.

## Transports
Date est desservie par la ligne principale Muroran de la JR Hokkaido. La gare de Datemombetsu est la principale gare de la ville.